# Richard Bona
Richard Bona (Kamerun, 1967. október 28. –) basszusgitáros, énekes és zeneszerző.

## Pályafutása
Richard Bona (születési nevén Bona Penda Nya Yuma Elolo) 1967. október 28-án született Kamerunban. Mivel zenészcsaládba született, ezért már fiatalon zenélni tanult. A nagyapja ütőhangszereken zenélt és énekelt, édesanyja is énekes volt. Négy éves korában kezdett el balafonon játszani, majd  ötéves  korában a város helyi templomában kezdett el fellépni. Később Bona készített saját hangszereket is, mint például furulyát és gitárt. Tehetségére hamar rátaláltak, mivel sokszor hívták fesztiválokra és ünnepélyekre. Bona 11 évesen kezdett el gitározni és 1980-ban, mindössze 13 évesen alapította meg első együttesét Douala egyik francia dzsessz klubjában. A klub tulajdonosa támogatta őt a dzsesszvilág felfedezésében és hamar rátalált Jaco Pastoriusra, akinek zeneisége és munkássága Bonát a basszusgitáron való játszásra késztette. 22 évesen Németországban, Düsseldorfban kezdte el zenei tanulmányait, majd Franciaországba költözött és ott folytatta azokat. Amíg Franciaországban tartózkodott, sok dzsesszklubban fellépett, s gyakran olyan előadókkal játszott együtt, mint Manu Dibango, Salif Keïta, Jacques Higelin és Didier Lockwood.
1995-ben Franciaországból elköltözött New Yorkba, ott is él és dolgozik. Többek között olyan előadókkal dolgozott már ott együtt, mint Larry Coryell, Michael és Randy Brecker, Mike Stern és Steve Gadd. Első albuma 1999-ben jelent meg Scenes From My Life címmel, továbbá Jaco Pastorius Big Bandjének lemezein is közreműködött, csakúgy mint számtalan más előadóén: Harry Belafonte, George Benson és Zawinul Syndicate. 2002-ben Bona egy világ körüli turnéra vállalkozott Pat Metheny dzsesszgitárossal, majd 2005-ben kiadta negyedik albumát Tiki néven, amelyen John Legenddel is játszik egy közös szám erejéig (ez a „Please Don't Stop” című szám). Jelenleg a New York Egyetem zenei tanszakán tart órákat. 2021 decemberében Richard Bonát erősen kritizálják a közösségi oldalakon, miután közzétett egy videót, amelyben „újabb háborús front megnyitására Kamerunban” és egy Paul Biya hatalmához közel álló magántelevízió csatorna „égetésére” hív fel.

## Diszkográfia
- 1999 – Scenes From My Life – Columbia Records, USA
- 2000 – Kaze Ga Kureta Melody – Columbia Records, USA
- 2001 – Reverence – Columbia Records, USA
- 2003 – Munia: The Tale – Universal Music Group, Franciaország
- 2004 – Toto Bona Lokua – No Format Collection
- 2005 – Tiki – Universal Music Group, Franciaország
- 2008 – Bona Makes You Sweat – Universal Music Group, Franciaország
- 2009 – The Ten Shades Of Blues – Universal Music Group, Franciaország
- 2013 – Bonafied – Universal Music Group, Franciaország